# DUMP SHOW!
『DUMP SHOW!』（ダンプ ショウ）は、2011年夏の日本の舞台演劇。AKB48のメンバーがダブルキャスト（星・月）で出演する。キャッチコピーは「あの娘が、脱ぎ捨てる。あの娘が、踊りだす」。

## あらすじ
港町にある休業中のナイトクラブ「トラッシュ」の立て直しのために、オーナーの孫娘とその幼なじみが行動を起こす。二人の呼びかけに応じて集まった個性豊かな面々とともに、さまざまなトラブルに巻き込まれながらも、二人は店の売りだった、ポールダンスを用いたショーの復活を目指す。

## キャスト
- 春香：倉持明日香（星） / 佐藤亜美菜（月）
ナイトクラブ「トラッシュ」の、今は亡きオーナーを祖母に持つ、20歳の大学二年生。祖母の遺した借金を返すため、すっかりさびれてしまった「トラッシュ」の立て直しを決心する。ダンス経験はなかったが、ある出来事をきっかけにポールダンスを習い、店のダンサーとなる。
- 茜：大家志津香（星） / 佐藤夏希（月）
春香の幼なじみ。春香と協力して、「トラッシュ」の再興を目指す。実家はラーメン屋。フランス語が苦手で、コニャックの「カミュ (Camus) 」を「カムス」と読む。中学時代にはバレーボールをやっていた。ネズミが苦手。
- 瑠璃子：大堀恵
春香のダンサー募集に応じたうちの一人。初対面の際に笑いを取ろうと「職業はプロレスラー」と嘘をついたところ、その場の全員が真に受けてしまい引くに引けなくなった。口に出すのもおぞましい名称（「おばさん」）で呼ばれると、ショックの余り言葉が耳に入らなくなる。
- ひかる：浦野一美
春香のダンサー募集に応じたうちの一人。元々はお金持ちのお嬢様だったが、父の会社が倒産した後は貧乏になった。スーパーの裏で魚を捌くアルバイトをしており、その臭いに気付かれるのを恐れて、他人に手を触られるのを嫌がっていた。衣装を作るのが趣味。
- 真知：梅田悠
春香のダンサー募集に応じたうちの一人。初対面の際に「東京でプロのダンサーをやっている」と自己紹介をしたが、本当は、東京のダンサーのオーディションでは不合格続きだった。しかしダンスは上手く、「スターダスト」の振り付けを担当した。
- 静恵：加藤雅美
春香のダンサー募集に応じたうちの一人。職業はOL。ダンスが好きで、仕事と両立させようと「スターダスト」に応募した。妻子ある男性と付き合っていたが、やがて別れた。
- ビンビン：チェン・チュー
春香のダンサー募集に応じたうちの一人。中国人。普段はコンビニでレジ打ちをやっている。ことあるごとに「チーさんちの中華料理」を引き合いに出す。口論の際には、中国語でまくし立てて相手を圧倒する。
- ジェリーナジョリー：長谷川桃
ポールダンサー。関西弁でしゃべる。出身は自称「カリフォルニア」もとい「アメリカの関西」。
- ゼタジョーンズ：Erika Sato
ポールダンサー。
- メロンディアス：37☆（SANA）
ポールダンサー。
- レイラ：NANA（MAX）
かつて「トラッシュ」のステージで踊っていたダンサー。本城のひいきのダンサーだった。
- 綾香：仁科仁美
春香の姉。職業は高校教師。普段はメガネをかけている。
- 本城：西岡徳馬
実業家。借金のカタに「トラッシュ」を明け渡すよう綾香に迫った。スーツの襟を立てるファッションを好む。

## スタッフ
- 脚本・演出： 堤泰之 （プラチナ・ペーパーズ）
- 音楽： 楠瀬拓也 (OVERCOME MUSIC)
- 振付： U★G
- 美術： 伊藤雅子
- 照明： 倉本泰史
- 音響： 山本浩一
- ポールダンス指導： YOSSY (EyeCandy)
- 衣装： 尾島裕樹 (atellier hilo)
- ヘアメイク： 萱原リサ
- 演出助手： 田村友佳
- 舞台監督： 堀吉行 (DDR)
- 演出部： 須田桃李 / 高橋朝子 / 工藤裕介 / 沼尾晃人
- 音楽制作助手： 伊真吾 (OVERCOME MUSIC)
- 振付助手： 品田沙織
- 美術助手： 工藤千佳
- 照明助手： 佐藤緑
- 照明操作： 近藤隆文 / 菅沼玲 / 佐藤美帆
- 音響操作： 高木佳未 / 松尾亜里沙 / 田崎千晶
- 衣装進行： 釜田眞奈美
- 衣装助手： 安田美奈 / 車杏里
- ヘアメイク進行： 谷中美穂 / 黒田はるな / 福島加奈子
- 制作： ネルケプランニング
- プロデューサー： 松田誠
- 主催： テレビ朝日

## エピソード
- 二の腕フェチとして知られる倉持明日香は、共演者のうち少なくとも長谷川桃[2]、NANA[3]、仁科仁美[4]の二の腕を噛んだ。
- 佐藤亜美菜が稽古中に転んで膝にアザを作った時、仁科仁美は「あみな、押していい？」と訊きながら繰り返しそのアザを押そうとした。その様子を見た西岡徳馬は、そのアザに手を伸ばし「俺、魔法の手だから」と言い、その痛みを払った[5]。
- 舞台の最後に客席に向かって投げられた紙屑には、参加メンバーのサインや落書きの書かれたものが混じっていた[6]。

## 特典
- 公演ごとに抽選で選ばれる5人の観客には、AKB48とSDN48の出演メンバーのサイン入りパンフレットに加え、終演後そのメンバー全員と記念撮影したポラロイド写真がプレゼントされた。
- 観客にはAKB48とSDN48のメンバーそれぞれ1枚ずつ、会場限定の生写真がプレゼントされた。出演の9名それぞれに3種類ずつ計27種類の写真が存在した。
- 終演後は毎回、AKB48とSDN48の当日の出演メンバーがロビーで観客の見送りをした。東京公演の千秋楽の際には、西岡徳馬も一緒に見送りに参加していた。

## 公演日程
東京公演 （東京都豊島区東池袋 サンシャイン劇場）
- 2011年7月16日（土） - 7月31日（日）： 全19回

|               | 14:00  | 18:00  | 19:00  |
| ------------- | ------ | ------ | ------ |
| 7月16日（土） |        |        | 星     |
| 7月17日（日） | 月     | 月     |        |
| 7月18日（月） | 星     | 星     |        |
| 7月19日（火） |        |        | 月     |
| 7月20日（水） |        |        | 星     |
| 7月21日（木） | 月     |        | 月     |
| 7月22日（金） | 休演日 | 休演日 | 休演日 |
| 7月23日（土） | 休演日 | 休演日 | 休演日 |
| 7月24日（日） | 休演日 | 休演日 | 休演日 |
| 7月25日（月） |        |        | 月     |
| 7月26日（火） | 星     |        | 星     |
| 7月27日（水） |        |        | 星     |
| 7月28日（木） | 星     |        | 星     |
| 7月29日（金） |        |        | 月     |
| 7月30日（土） | 月     | 月     |        |
| 7月31日（日） | 月     |        |        |

大阪公演 （大阪市北区梅田 サンケイホールブリーゼ）
- 2011年8月10日（水） - 8月14日（日）： 全7回

|               | 14:00 | 18:00 | 19:00 |
| ------------- | ----- | ----- | ----- |
| 8月10日（水） |       |       | 星    |
| 8月11日（木） |       |       | 星    |
| 8月12日（金） | 星    |       | 星    |
| 8月13日（土） | 月    | 月    |       |
| 8月14日（日） | 月    |       |       |